# Resclosa de Sant Jaume de Llierca
La resclosa de Sant Jaume de Llierca és una zona humida de 8,28 hectàrees de superfície. Sembla que la resclosa
ja no s'utilitza actualment, però encara deriva l'aigua vers un canal que torna a desguassar al riu Fluvià uns 400 metres
aigües avall.
Pel que fa a la vegetació, hi ha claps de Potamogeton al fons de l'aigua, canyissar i bogar a les riberes i una verneda relativament ben constituïda, especialment a l'illa davant mateix de la resclosa, així com retalls de salzeda i albereda L'espai es ressent de l'afluència de gent (hi ha un càmping aigües amunt), la pressió dels herbívors, l'eutrofització, la contaminació de l'aigua, la pesca i la caça, entre altres factors negatius.
El tram de riu inclòs a la zona humida de la Resclosa de Sant Jaume de Llierca forma part de l'espai de la Xarxa Natura 2000